# Туризм у Греції

Логотип ГНОТ із девізом організації: «Greece: The true experience»

Туризм у Греції — одна з провідних галузей економіки Греції, саме на неї припадає 18 відсотків ВВП країни і 16 відсотків робочої сили.
Згідно з дослідженнями Всесвітньої організації туризму, Греція посідає 15 місце у світовому списку найвідвідуваніших країн світу: щороку на відпочинок до Греції приїжджають понад 17 мільйонів туристів  Високий рівень розвитку туризму пояснюється, з одного боку, географічним положенням країни і багатою культурною спадщиною та природними ресурсами. Греція є однією з небагатьох країн, які приваблюють туристів одночасно рекреаційними курортами, різнобічним історико-культурним туризмом та паломництвом до святинь всього християнського світу. Щороку Грецію відвідують близько 40 тисяч українців.
Урядом країни створено Грецьку національну організацію туризму, яка має на меті популяризувати Грецію та забезпечувати приплив туристів. Тільки у першому кварталі 2010 року ця організація візьме участь у 54 міжнародних виставках, присвячених туризму. При цьому вперше Греція візьму участь у Виставці альтернативних і спеціальних форм туризму. Державна політика підвищеної уваги до кожного туриста здійснюється успішно: зокрема, за підсумками 2009 року кількість скарг на обслуговування грецьких компаній-авіаперевізників скоротилась на 13%.
За даними Євробарометру, у 2012 році Греція — четверта за популярністю країна літнього відпочнику в Європі. Тут планують відпочити щонайменше 4% громадян ЄС. З першої по третю сходинки посіли відповідно — Іспанія (10%), Італія (7%) та Франція (6%)

## Наслідки світової фінансової кризи
У 2008—2009 роках кількість туристів дещо скоротилась через світову економічну кризу. Туристичний сектор в Греції постраждав від спаду у світовій економіці і високого курсу євро по відношенню до американського долара, британського фунта і низки інших валют, а також від чуток про поширення «свинячого» грипу. При цьому прогнози про зниження туризму на 20%, яких було чимало в спеціалізованій пресі, не виправдалися. Міністр культури та туризму Греції Павлос Геруланос відзначив, що падіння у галузі туризму хоча й склало понад 10%, проте зміна уряду у жовтні 2009 року допомогла по-новому оцінити перспективи туризму та розглядати його як галузь розвитку національної економіки.
14 березня 2010 на Міжнародній виставці туризму у Москві, офіційним партнером-країною якої є Греція, заступник міністра культури і туризму Греції Анжела Гереку заявила: « Ми дуже хочемо збільшення потоку російських туристів до Греції… Греція живе багато в чому за рахунок туризму, і ми повинні більш ретельно ставитися до візового питання ». За її словами, Греція докладе усіх зусиль, аби полегшити процес видачі віз вже у туристичному сезоні 2010 року.
З лютого 2010 року Грецію охопили масові акції протесту та загальнонаціональні страйки проти введення урядом країни програми антикризових заходів задля подолання боргової кризи. В результаті страйків періодично припиняється авіасполучення як всередині країни, так і міжнародне, не працює залізниця, магазини, музеї, на роботу не виходять медики та журналісти. В офіційній заяві 22 червня 2010 року міністр туризму Греції Павлос Геруланос пообіцяв, що грецька влада відшкодовуватиме збитки туристам у разі страйків або природних катаклізмів.
7 вересня 2010 року Федерація грецьких туристичних підприємств опублікувала дані про рух із 13 країн світу до Греції: за період січень-серпень 2010 року в країну прилетіло 7 888 228 туристів, що лише на 1,02% менше туристів, ніж у відповідний період 2009 року (відповідно 7 969 281).

## Центри туризму
Площа Греції 131,990 км², з яких 106 777,76 км² — це материкова частина країни, а 25 166,24 2 — острівна. Геоморфологічні особливості та яскраві природні контрасти роблять країну надзвичайно привабливою.
Пляжі і величні гори, печери й ущелини, озера і річки, заповідники та екологічні парки становлять неповторні пейзажі. Греції належать близько 6 000 мальовничих островів (з них обжиті лише 227), які є популярними місцями відпочинку. Острови — у стародавності місця розвитку таких великих культур, як мінойська і кікладська, — пропонують туристам багатство архітектурних пам'яток і виняткової краси пляжі; серед них, перш за все, Крит, острови групи Кіклад, Додеканесу. Грецькі пляжі, загальна довжина яких 16 000 кілометрів, знамениті прозорою і чистою водою, тому над 421 пляжем і 9 маринами майорять блакитні прапори ЮНЕСКО. У переліку з 39 країн Греція другий рік поспіль посідає друге місце, поступаючись тільки Іспанії.
Гори Греції (гірських вершин в Греції нараховується більше 300) відрізняються різноманітністю флори і фауни, величними краєвидами, унікальними лісами. Деякі з цих лісових масивів є одними з найдавніших природних лісів Європи, наприклад, ліси Фракту. Грецькі гори — це ідеальне місце для любителів активного гірського та зимового відпочинку. Найпопулярнішим серед альпіністів впродовж багатьох років залишається Олімп із класичним маршрутом Хайк.
Унікальність Греції не обмежується природною красою. Багатовікова культурна історія (від давнини до середньовіччя, а також народне мистецтво нового часу) залишила свій слід в кожній області Греції: в археологічних пам'ятках, замках, церквах, місцевих звичаях і вдачі. Туристи, які приїжджають до Греції, мають можливість зробити незвичайну подорож у рідкісний сплав історичної та культурної спадщини і дізнатися одну з найдавніших цивілізацій людства. Незмінно популярними є міста: Афіни, Дельфи, Олімпія, Епідавр, Мікени, Тиринф, поліси Криту (Кносс, Маллія, Фест), острови Санторіні, Родос та Керкіра.
Місцями паломництва християн незмінно залишаються монастирі Святої гори Афон, монастирі Метеори, візантійські базиліки Салонік, визнані ЮНЕСКО об'єктами світової спадщини.
Прагнення відпочиваючих об'єднати активний і пасивний відпочинок призвело в останні роки до розвитку таких видів туризму, як екологічний, лікувальний, культурний. Їх частка у структурі галузі постійно зростає. Серед найвідвідуваніших курортів пляжного відпочинку півострів Халкідіки та острови Крит, Родос тощо. 2010 року найпопулярнішими туристичними напрямками в Греції були Самос, Крит, Лефкас, Санторіні і Халкідіки. За даними ресурсу TripAdvisor, включаючи 2010 рік, найкращі пляжі в Греції на островах Скіатос та Міконос.

## Туристична інфраструктура
За даними офіційного сайту Грецької урядової палати готелів, готельна інфраструктура пропонує 368 5-зіркових, 1286 4-зіркових, 2376 3-зіркових готелів. В країні діють 17 міжнародних аеропортів (у тому числі і на островах) (Див. Перелік аеропортів Греції), а також десятки аеропортів місцевого значення, пов'язаних регулярними і чартерними рейсами з міжнародними. Греція, історично і географічно пов'язана з морем, володіє найбільшим морським флотом у ЄС, пропонує величезну кількість суден різного класу, а також 51 марину (стоянку для яхт) та 14 661 місць швартування з досконалою системою берегового обслуговування. 8 маринам комісією ЮНЕСКО присвоєно блакитний прапор.
Особливу увагу Грецька держава приділяє пристосуванню туристичної інфраструктури потребам людей із обмеженими можливостями. Цілеспрямована робота, підкріпленами нормативно-правовими актами, у цьому напрямі розпочалась 2002 року після Указа Президента Греції. Крім того Греція бере участь у європейських Програмах обслуговування One Stop Shop в Європі та Європейській мережі для доступного туризму. Метою цих програм є створення бази гідного комплексу послуг та інформування інвалідів про місця проживання та туристичні напрямки.

## Галерея

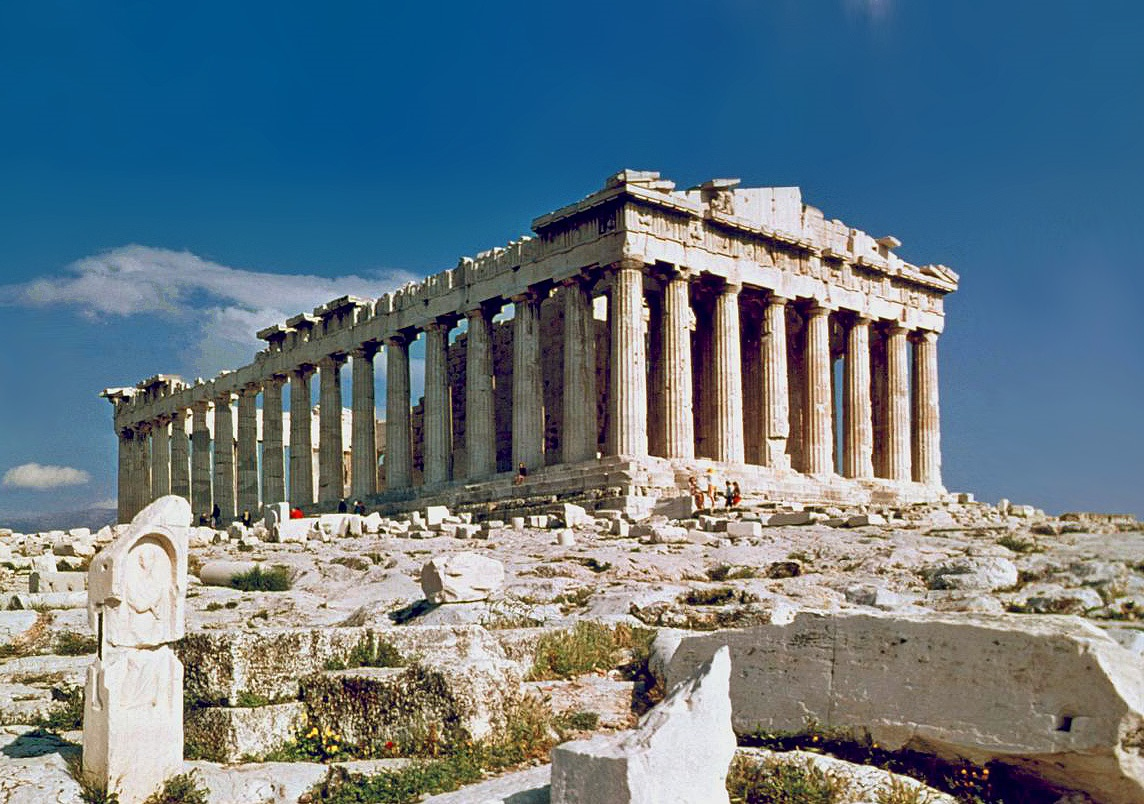
Парфенон, Афінський акрополь
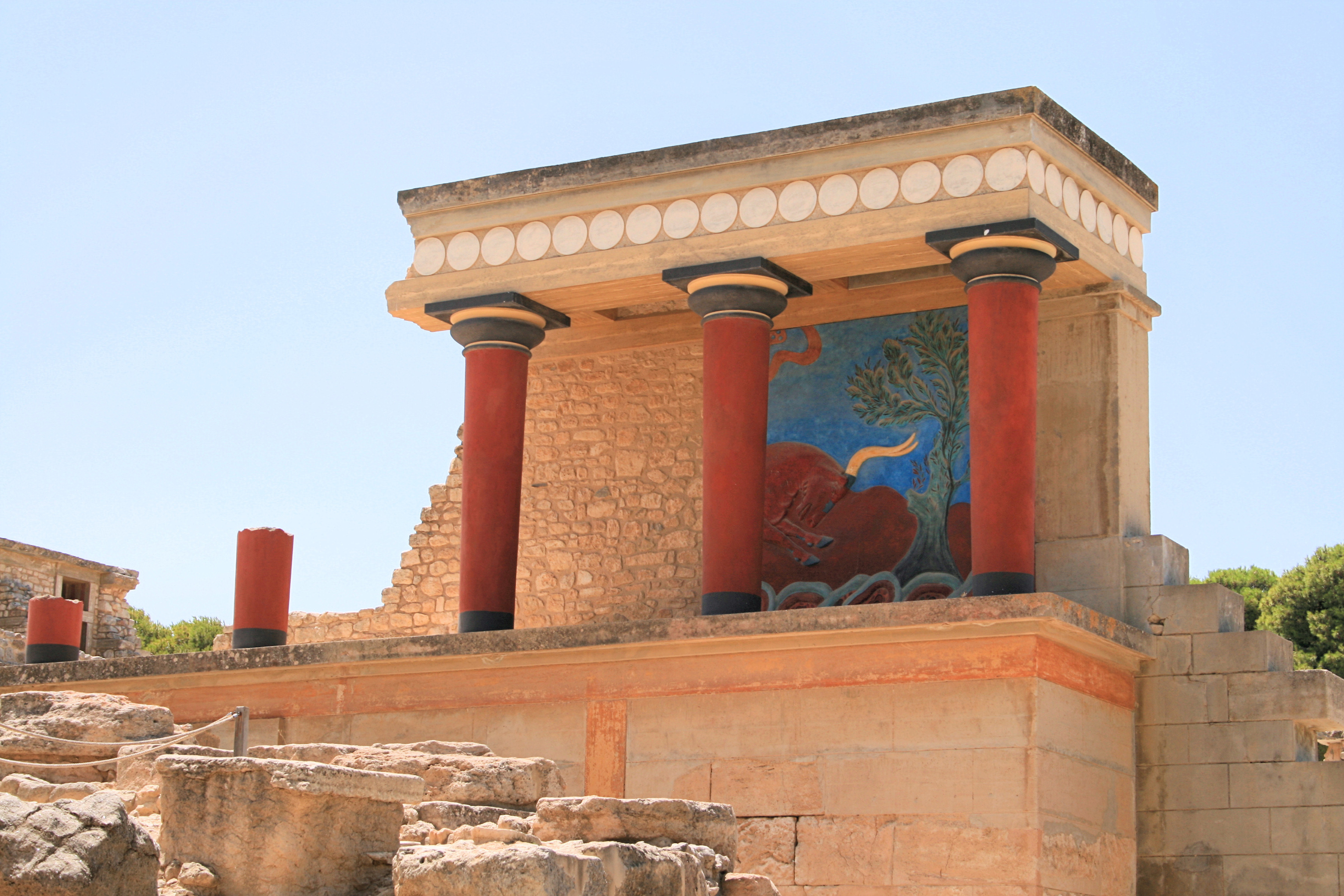
Червона колонада, Кносський палац
Давньогрецький театр в Епідаврі
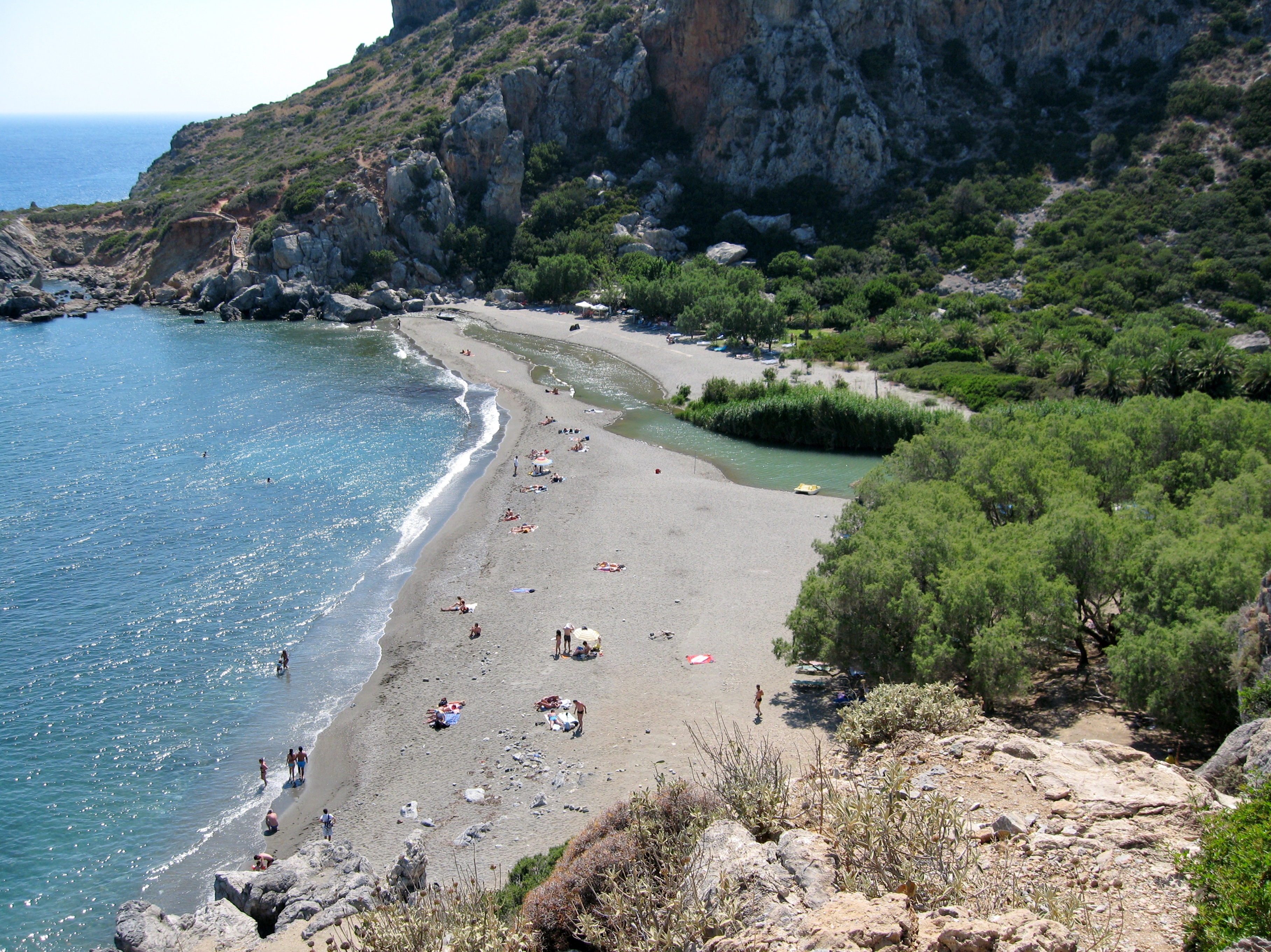
Пальмовий пляж у Превелі, Крит
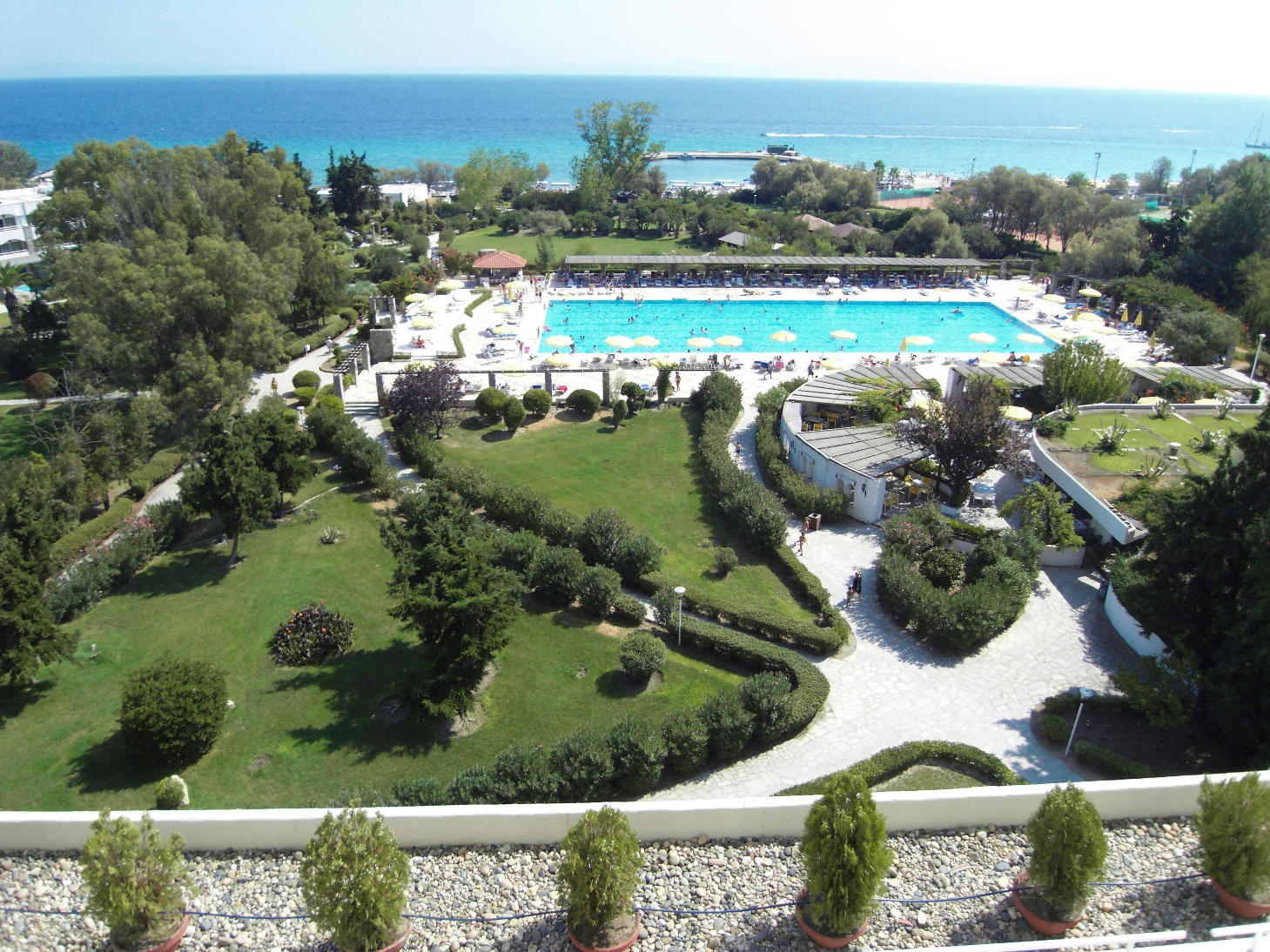
Готель Athos Palace Каллітея, Халкідіки
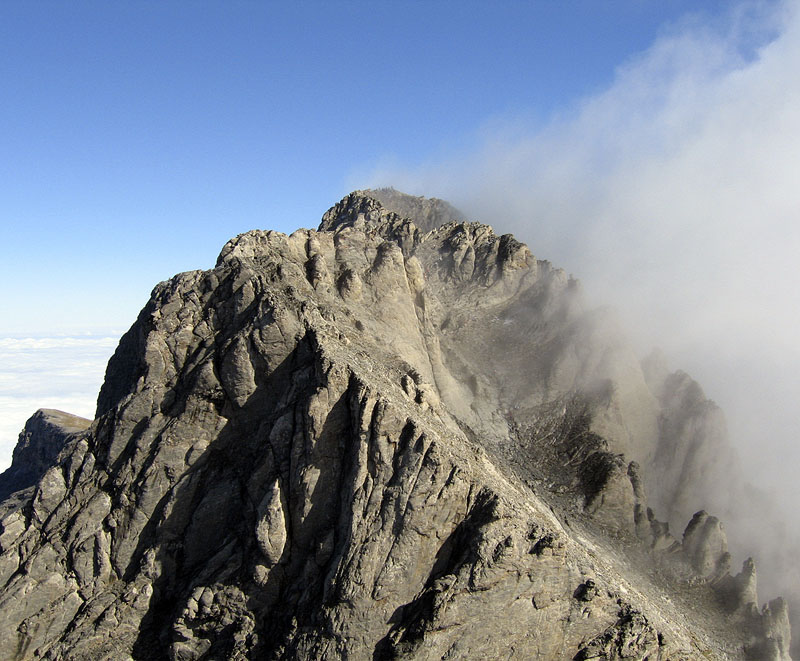
Вершина Метіка, гора Олімп
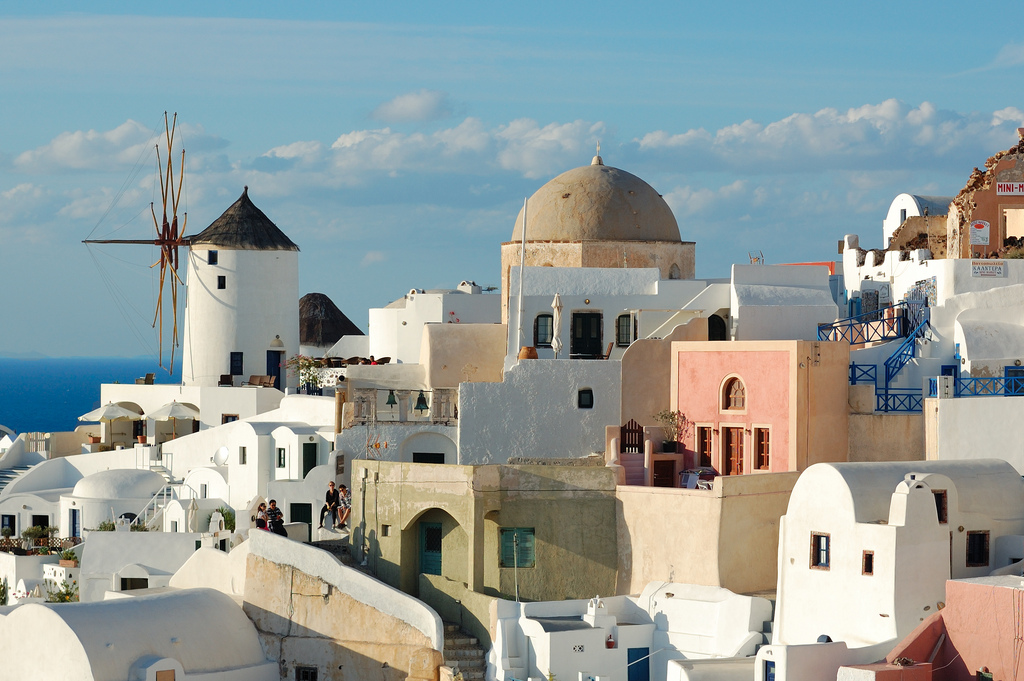
Селище Ія, Санторіні
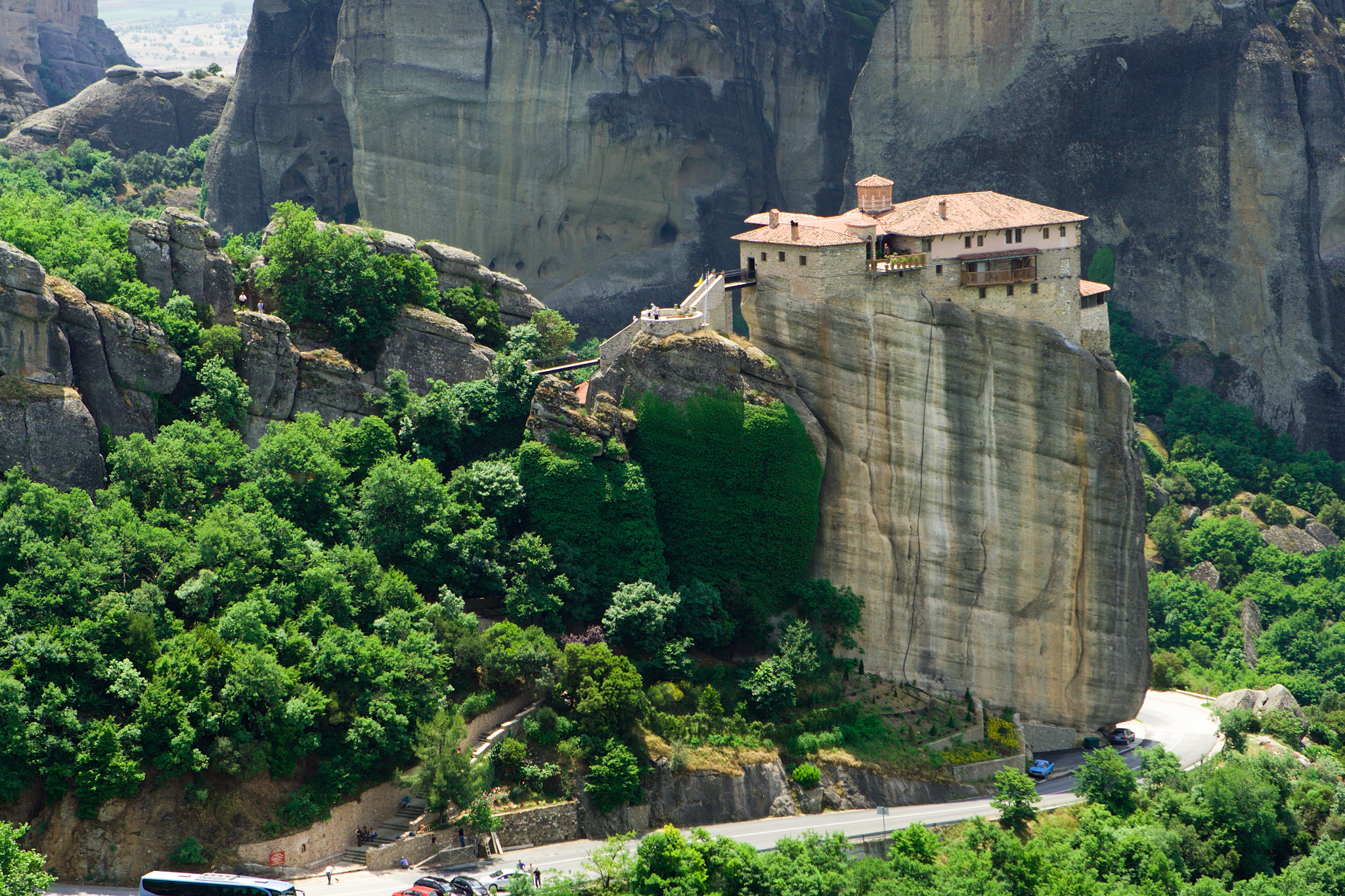
Жіночий монастир Русану, Метеора
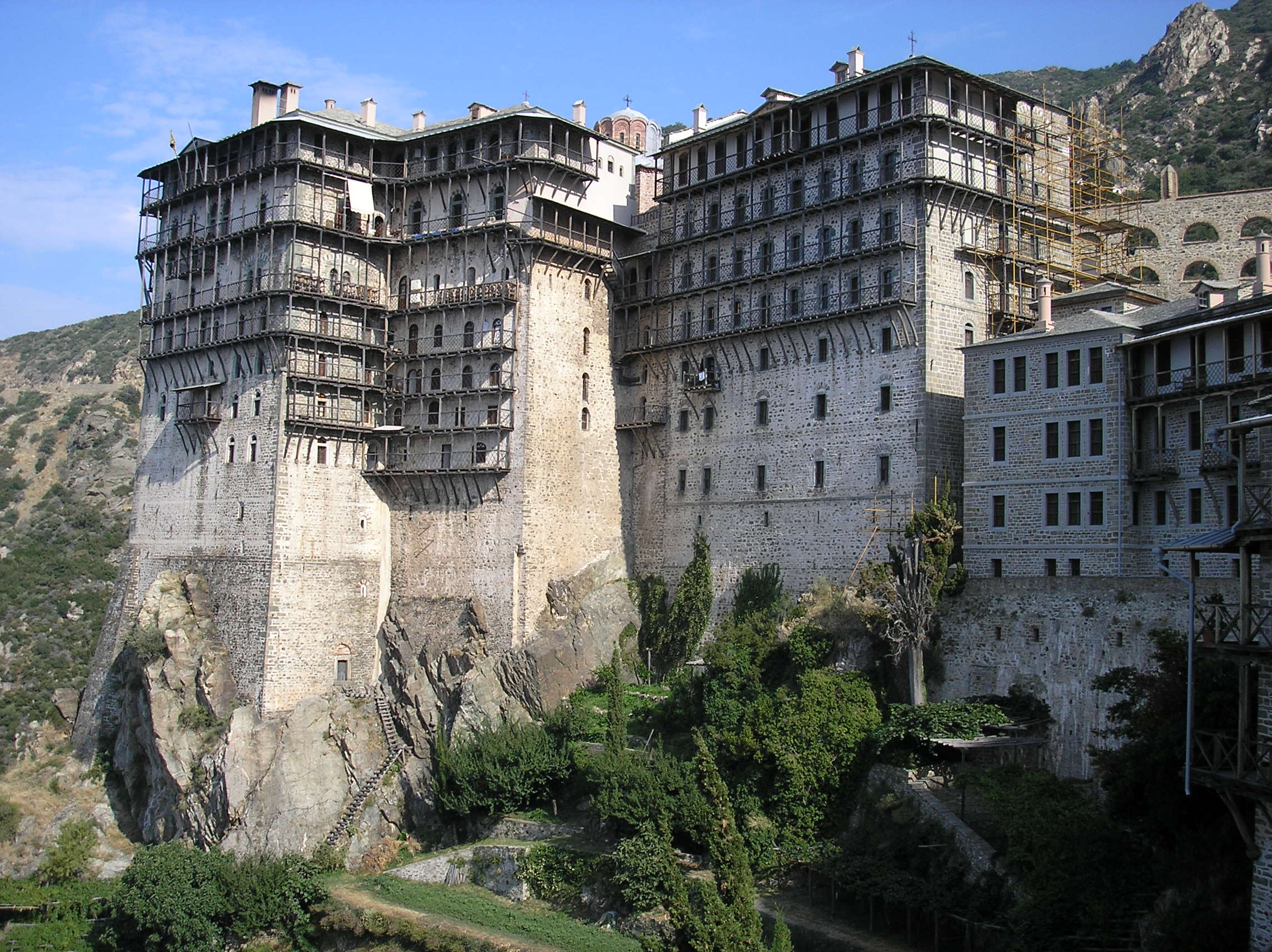
Монастир Симонопетра, Свята гора Афон